# هيروشي تاكاهاشي
هيروشي تاكاهاشي (باليابانية: 高橋浩) هو لاعب تنس الطاولة ياباني، ولد في 1942.